# Parablennius dialloi
Parablennius dialloi är en fiskart som beskrevs av Bath, 1990. Parablennius dialloi ingår i släktet Parablennius och familjen Blenniidae. Inga underarter finns listade i Catalogue of Life.